# Brattleboro (condado de Windham)
Brattleboro es un lugar designado por el censo ubicado en el condado de Windham en el estado estadounidense de Vermont. En el año 2010 tenía una población de 7,414 habitantes y una densidad poblacional de 287 personas por km².

## Geografía
Brattleboro se encuentra ubicado en las coordenadas 42°51′22″N 72°33′51″O / 42.85611, -72.56417.

## Demografía
Según la Oficina del Censo en 2000 los ingresos medios por hogar en la localidad eran de $29,952 y los ingresos medios por familia eran $40,509. Los hombres tenían unos ingresos medios de $30,463 frente a los $25,115 para las mujeres. La renta per cápita para la localidad era de $18,573. Alrededor del 15.3% de la población estaban por debajo del umbral de pobreza.